# Alan Stevanović
Alan (ou Alen) Stevanović - em sérvio: Ален Стевановић (Zurique, 7 de janeiro de 1991) é um futebolista suíço, naturalizado sérvio. Ele joga como meio-campista.
Está na Inter de Milão desde 2009, estreando no time principal em 6 de janeiro de 2010, na partida entre Inter e Siena, substituindo o brasileiro Thiago Motta.
Devido às lesões sofridas por Esteban Cambiasso, Sulley Muntari e Rene Krhin, Stevanović foi relacionado para a primeira partida na liga depois da pausa de Inverno, contra o Chievo, mas novamente não teve tempo para atuar.